# Charmane Star
Charmane Star (5 de maig de 1979, Filipines) és una actriu porno nord-americana. Charmane va néixer a les Filipines però va emigrar amb la seva família a Califòrnia quan tenia dos anys.